# 法王経
『法王経』（ほうおうきょう）は、具名を『仏説法王経』（ぶっせつほうおうきょう）といい、大正新脩大蔵経巻85 疑似部 に収蔵される偽経である。そのテキストは、オーレル・スタインの第2次探検隊が持ち帰った敦煌文献の漢文『法王経』を底本としているが、首部に欠落がある。「於其光□□□□□□□□□菩薩□□□□□□□□即從坐起。繞佛三匝却住一面。五體投地悲泣流涕而白佛言。天中尊如來欲入涅槃。時欲將至。若滅度後千五百歳。五濁衆生多作惡業專行十惡。如此衆生福徳力薄」。矢吹慶輝が、このスタイン本を発見し、その成立を664年以前と推定し、さらに本書に廣本と略本があったと想定し、矢吹慶輝編著『鳴沙餘韻解説 : 燉煌出土未傳古逸佛典開寶』（岩波書店 1933年）で紹介した。沖本克己は、664-695年の間に唐で撰述され、初期禅宗に思想的影響を与えた、いわゆる禅宗系偽経の一種とする。禅宗は中国で発達した宗派であるが、『法王経』は中国に留まらずに敦煌、チベットにも流布し、チベット大蔵経にも入蔵されている。作者は全く不明であるが、内容から判断して北宗禅と関連した人物ではないかと推定している。

## 概要
この経の主張する内容は、経の冒頭にある「末法の衆生云々」の語句に対する仏の以下の言葉に表れている。「善男子よ。汝能く諸衆生の爲に是の如き事を問う。大利益を得るを思議す可から不。我當に汝の爲に分別し眞實大乘決定了義を宣説せん。何を以ての故に。衆生を度する故に。諸の衆生を令て煩惱を離しめる故に。地獄苦から出て淨土に生ぜしむる故に。解脱し生死を超えること必定の故に。汝等皆當に一心なり。汝の爲に宣説す。爾の時、大衆は皆な大歡喜踊躍せり。異口同音に倶に言を發聲し。佛に慈悲を我が爲に宣説願う。佛言わく。諸の善男子よ。解脱を求めんと欲するなら當に攀縁（はんえん、すがること）を斷ずるべし。一心無二にして心相を有するを捨てよ。心性の體は空なり。心性の中に於いては染ること無く捨てること無し。若し取捨無ければ即ち得る所無し。若し得る所無ければ即ち菩提と名づける。何を以ての故に。衆多の煩惱は皆な一心より生ずる。心が若し不生なら煩惱も不生なり。」
『法王経』の最後の段落に、『法王経』と名付ける理由が説かれている。「我れ此法を諸法中に於いて最第一と爲し、諸乘中に於いて最大乘王と爲すと説く。是の故に此經名を法王と爲す。又此の經を法王菩薩に付囑された故を以て法王と名づく。汝等大衆是の經を持する者は即ち諸難を脱す。」。

## 注・出典
1. ↑  SATデータベース 佛説法王經(No.2883) T2883_.85.1384c03 - 1390a18
2. ↑  大英博物館蔵敦煌文献スタイン2692号
3. ↑  この末法の衆生云々の語句が『法王経』成立の契機（後述）の1つとなる。
4. ↑  田中良昭 程正*『敦煌禪宗文獻分類目録 Ⅲ注抄・僞經論類(1)』（*テイ　セイ、駒澤大学仏教学部 禅学科）
5. ↑  オキモトカツミ、昭和18年兵庫県西宮市生。昭和43年花園大学文学部仏教学科卒業。昭和48年東京大学大学院人文科学研究科博士課程中退。昭和48年東京大学文学部助手。昭和51年花園大学文学部講師。昭和５３年同助教授。昭和63年同教授。平成20年同退職。現在、花園大学名誉教授・文学博士
6. ↑  沖本は、『大周刊定衆経目録』（武周録、695年）の「偽経目録」がこの経名「法王経一巻」の初出であることから、664年から695年までの間と推定した。
7. ↑  沖本克己「禪思想形成史の研究」花園大学国際禅学研究所 研究報告 第5冊 ISBN 4-938796-32-5　1998年3月31日〔非売品〕、第3章 敦煌発現の禅宗文献について 第3節『法王経』（巻末に校訂全文テキスト添付）p.278-303 pdf p.279,289 。（「禅文化研究所紀要10号」1978/6/20 p.27～61 掲載の沖本克己『禅宗史に於ける偽経―『法王経』について―』の補筆再掲）
8. ↑  善男子。汝能爲諸衆生問如是事。得大利益不可思議。我當爲汝分別宣説眞實大乘決定了義。何以故。度衆生故。令諸衆生離煩惱故。出地獄苦生淨土故。必定解脱超生死故。汝等皆當一心。爲汝宣説。爾時大衆皆大歡喜踊躍。異口同音倶發聲言。願佛慈悲爲我宣説。佛言。諸善男子。欲求解脱當斷攀縁。一心無二捨有心相。心性體空。於心性中無染無捨。若無取捨即無所得。若無所得即名菩提。何以故。衆多煩惱皆一心生。心若不生煩惱不生。（T2883_.85.1384c14 - 1384c24）
9. ↑  沖本克己「禪思想形成史の研究」p.291
10. ↑   我説此法於諸法中最爲第一。於諸乘中最爲大乘王。是故此經名爲法王。又以此經付囑法王菩薩故名法王。汝等大衆持是經者即脱諸難。（SATデータベース T2883_.85.1390a06 - 1390a09）
11. ↑  程正『英藏敦煌文獻から發見された禪籍について : S6980以降を中心に （2）』駒澤大學佛教學部研究紀要76 82[147]-65[164], 2018-03 pdf p.71[157]-70[159]